# Lake Browning/Whakarewa
Der Lake Browning/Whakarewa ist ein Gebirgssee im Westland District der Region West Coast auf der Südinsel von Neuseeland.

## Geographie
Der Lake Browning/Whakarewa befindet sich auf einer Höhe von 1360 m, zwischen der Donovan Ridge im Westnordwesten, der Marshall Ridge im Südwesten und der Rosamund Ridge im Südosten. Der fast kreisrunde See besitzt eine Flächenausdehnung von 15,9 Hektar und einen Umfang von rund 1,59 km. Er erstreckt sich über 480 m in Südsüdwest-Nordnordost-Richtung und rund 400 m in Westnordwest-Ostsüdost-Richtung.
Einige wenige kleine Gebirgsbäche versorgen den See mit frischem Wasser. An seiner nordnordöstlichen Seite entwässert der noch junge Arahura River den See. Nach rund 1,2 km stürzt dieser über 100 m in die Tiefe und mündet später in die Tasmansee.

## Arahura Track
Über den Arahura Track ist der See erreichbar. Der Wanderweg beginnt an einer kleinen Straße rund 6 km östlich des Lake Kaniere und führt über gut 30 km entlang des Arahura River bis zum See. Am See angekommen kann der Weg ostseitig des Sees und über den Browning Pass / Noti Raureka bis zum Clough Memorial weiter gegangen werden.